# مينيسوتا تمبر ولفز
نادي مينيسوتا تمبر ولفز (بالإنجليزية: Minnesota Timberwolves)‏ هو نادي كرة سلة من منيابولس، مينيسوتا، الولايات المتحدة الأمريكية. تأسس عام 1989.

## ألوان الفريق
الأسود، الأزرق، الأبيض، الأخضر، والرمادي من أبرز لاعبيه مالك سيلي وكفين جارنيت.

## سجل بطولات الفريق
لم يفز ببطولة الدوري الأمريكي لكرة السلة للمحترفين.

## وصلات خارجية
- موقع النادي الرسمي